# Burnor
Burnor is een historisch motorfietsmerk.
Burnor was een Argentijns bedrijf dat in de jaren zestig 150cc-tweetaktmotorfietsen maakte.